# Asclepias zanthodacryon
Asclepias zanthodacryon är en oleanderväxtart som först beskrevs av L. B. Smith, och fick sitt nu gällande namn av R. E. Woodson. Asclepias zanthodacryon ingår i släktet sidenörter, och familjen oleanderväxter. Inga underarter finns listade i Catalogue of Life.